# 卒業写真 (ハイ・ファイ・セットの曲)
「卒業写真」（そつぎょうしゃしん）は、ハイ・ファイ・セットのデビューシングル。1975年2月5日にアルファレコードから発売された。

## 概要
- 曲調はバラード調。卒業ソングの定番曲の一つとなっているが、歌詞の内容は卒業後のことを歌っている。
- 同名のアルバム『卒業写真』と同日発売となっており、アルバムにも本楽曲が収録されている。
- 荒井由実によるセルフカバーが同1975年6月20日発売のアルバム『COBALT HOUR』に収録された。

## 収録曲
1. 卒業写真 [3:43]
作詞・作曲：荒井由実、編曲：服部克久
  - 映画『Watch with Me 〜卒業写真〜』主題歌
2. 美術館 [4:02]
作詞：大川茂、作曲：山本俊彦、編曲：岡崎広志・服部克久

## 収録アルバム
- 卒業写真
- GOLDEN☆BEST ハイ・ファイ・セット 荒井由実・松任谷由実・杉真理作品集

その他、ベスト・アルバム、コンピレーション・アルバムなど多数に収録。

## 荒井由実によるセルフカバー
1975年6月20日発売のアルバム『COBALT HOUR』に収録された。セルフカバーであるが、荒井の代表曲の1つとして知られている。コンピレーション・アルバムへの収録は、荒井由実のセルフカバーよりも、オリジナルであるハイ・ファイ・セットのバージョンの方が多い。

### 収録アルバム
- COBALT HOUR
- ALBUM
- Super Best Of Yumi Arai
- Neue Musik（再録音源で収録）
- sweet,bitter sweet〜YUMING BALLAD BEST
- Yuming THE GREATEST HITS
- Yumi Arai 1972-1976
- SEASONS COLOURS -春夏撰曲集-
- 春歌 - 春がテーマの音楽を集めたコンピレーション・アルバム
- 日本の恋と、ユーミンと。
- ユーミン万歳!

### 使用作品
- フジテレビ『オレたちひょうきん族』最終回スペシャルの前回放送で、ビートたけし、明石家さんまらレギュラー出演者が番組名場面を見る間のBGMと、1986年10月から1989年の番組終了時まで番組のエンディングテーマに使用された。
- 2007年にキリン・ラガービールのテレビCM曲として採用され、荒井由実の写真と共に松任谷由実が出演している。

### テレビドラマ化
- 2010年3月4日放送のフジテレビ系オムニバスドラマ『卒うた』第4夜で、本楽曲を主題にした「卒業写真」を長澤まさみが主演した。
- 本楽曲を主題に、1991年にTBS『ルージュの伝言』第3話（主演・藤田朋子）でテレビドラマ化された。

## その他カバー
- 岩崎宏美（1981年、アルバム『すみれ色の涙から…』　2006年、アルバム『Dear Friends Ⅲ』）
- 石田ひかり（1988年、アルバム『Monument』）
- マルシア（1990年のアルバム『Eu te amo』、2009年のコンピレーションアルバム『エンカのチカラ -GOLD 70's-』）
- 鈴木トオル（1994年、アルバム『Voice』）
- A.S.A.P.（1990年、シングル、アルバム『Graduation』）
- 三代目魚武濱田成夫（1996年、アルバム『三代目魚武濱田成夫』）
- esq（三谷泰弘、元スターダストレビュー）（1999年、アルバム『Gems』）
- 伊東ゆかり（2002年、アルバム『Touch Me Lightly』）
- SMOOTH ACE （2002年、アルバム『Smooth Le Gout Avec Piano』）
- 後藤真希（2002年、アルバム『FOLK SONGS 3』）
- 唐沢美帆（2002年、アルバム『sparkle』）
- 浜崎あゆみ（2003年、バラードベストアルバム『A BALLADS』）
- リタ・クーリッジ（2003年、トリビュート・アルバム『OVER THE SKY: Yuming International Cover Album』）
- 徳永英明（2005年、アルバム『VOCALIST』）
- いきものがかり（2006年、メジャーデビューシングル『SAKURA』）
- 岩崎宏美（2006年、アルバム『Dear Friends III』）
- 松山千春（2006年、アルバム『再生』）
- 高木古都（2007年、シングル）
- amin（2008年、アルバム『My Life, My Songs』）
- 浅岡雄也（2008年）
- 藤田恵美（2008年、アルバム『ココロの食卓 〜おかえり愛しき詩たち〜』）
- ヘイリー・ウェステンラ（2008年、アルバム『ヘイリー／純～21歳の出会い』）
- 二階堂和美（2008年、アルバム『ニカセトラ』）
- コブクロ（2010年、アルバム『ALL COVERS BEST』）
- 川嶋あい（2012年、アルバム『My Favorite Songs ～旅立ち～』）
- 今井美樹（2013年、アルバム『Dialogue -Miki Imai Sings Yuming Classics-』）[2]
- 槇原敬之（2014年、アルバム『Listen To The Music 3』）
- 鈴木このみ（2015年、アルバム『18 -Colorful Gift-』）
- 上野優華（2015年、シングル『星たちのモーメント』(通常版)）[3]
- 坂本真綾（2016年、アルバム『「たまゆら」主題歌コレクション～卒業写真～』）
- 沢知恵（2013年、アルバム『一期一会㈼』）
- 豊崎愛生（2018年、アルバム『AT living』[4]）
- 菅原進（2020年）
- 天海春香（CV.中村繪里子）（2020年、アルバム『THE IDOLM@STER MASTER ATRIST 4 01 天海春香』）
- JUJU（2022年、アルバム『ユーミンをめぐる物語』）

## 備考
- 嘉門達夫が替え唄メドレーで、松任谷由実の楽曲について許諾を申請し、本楽曲のみ不可とされた。[要出典]
- 2005年第56回NHK紅白歌合戦の出演者選考「スキウタ〜紅白みんなでアンケート〜」で第68位の結果だった。